# Селфридж, Оливер
Оливер Селфридж (англ. Oliver Selfridge, 10 мая 1926, Лондон, Англия, Великобритания — 3 декабря 2008, Бостон, Массачусетс, США) — американский учёный в области искусственного интеллекта. Его называют отцом «машинного восприятия».

## Биография
Селфридж, родившийся в Англии, был внуком Гарри Селфриджа — основателя универмагов Selfridges. Отцом Оливера был Гарри Гордон Селфридж-младший, а мать работала продавцом в универмаге свёкра. Родители познакомились, полюбили друг друга, женились и завели детей втайне, и Оливер никогда не встречал своего дедушку Гарри-старшего. Он получил образование в колледже Малверн, а после переезда в США — в школе в Конкорде (штат Массачусетс). Бакалавра наук по математике получил в Массачусетском технологическом институте в 1945 году. Был принят аспирантом у Норберту Винеру там же, но не написал докторскую, поэтому так и не получил степень.
Марвин Ли Мински считал Оливера Селфриджа одним из своих наставников, а Селфридж был одним из 11 участников (вместе с Мински) Дартмутского семинара, который считается основополагающим событием в области искусственного интеллекта как дисциплины.
Селфридж написал важные ранние статьи по нейронным сетям, распознаванию образов и машинному обучению, а его статья «Пандемониум» (1959) считается классической в области искусственного интеллекта. В ней Селфридж ввёл понятие «демонов», которые записывают события по мере их возникновения, распознают шаблоны в этих событиях и могут запускать последующие события в соответствии с шаблонами, которые они распознают. Со временем эта идея породила аспектно-ориентированное программирование.
В 1968 году в своей основополагающей статье «Компьютер как устройство связи» Дж. К. Р. Ликлайдер и Роберт Тейлор представили концепцию, известную как OLIVER (онлайн интерактивный экспедитор и ответчик), которая была названа в честь Селфриджа.
Селфридж сделал свою карьеру в лаборатории Линкольна Массачусетского технологического института (где он был заместителем директора проекта по математике и вычислениям), научно-исследовательской компании Bolt Beranek and Newman Inc и лаборатории компании GTE, где он стал старшим научным сотрудником. Он работал в Консультативном совете Агентства национальной безопасности в течение 20 лет, возглавляя Группу по обработке данных. Селфридж ушёл на пенсию в 1993 году.
В 2015 году журналист Дункан Кэмпбелл назвал Селфриджа своим «лучшим источником» для отчёта Кэмпбелла 1980 года о прослушивании телефонных разговоров Агентства национальной безопасности США в Менвит-Хилл, Великобритания.

## Личная жизнь
Селфридж был дважды женат и дважды разведён, у него остались две дочери и два сына. Все четверо его детей получили докторские степени.

## Хобби
Селфридж также является автором четырех детских книг: Sticks, Fingers Come in Fives, All about Mud и Trouble With Dragons.